# Канадская национал-социалистическая партия
Канадская национал-социалистическая партия (англ. Canadian National Socialist Party), более известная как Канадская нацистская партия (англ. Canadian Nazi Party) — неонацистская партия, существовавшая с 1965 по 1978 год. Партию возглавлял Уильям Битти. Базировалась в Торонто. Была членом «Всемирного союза национал-социалистов». Битти являлся главой ВСНС в Канаде. Партия сменила существовавшую небольшое время группу, также известную как Канадская нацистская партия. Группу возглавлял Андре Бельфёй, она базировалась в Квебеке.
По словам Джона Гэррити, осведомителя, внедрившегося в партию, вербовка в неё поддерживалась лидером Американской нацистской партии Джорджем Линкольном Рокуэллом. Согласно Гэррити, Рокуэлл отправил Канадской нацистской партии список почти трёхсот жителей Онтарио, которые имели связи с Американской нацистской партией.
Митинги партии в Торонто были названы «позорными». Один из таких митингов в 1966 году вызвал контрпротест с участием около 1500 человек.